# Битва за Кан (1346)
Битва за Кан произошла 26 июля 1346 в дни Столетней войны, в разгар английского вторжения в Нормандию. Войска короля Эдуарда III разгромили французскую армию, что стало предпосылкой для грядущих побед англичан при Креси и в Кале.

## Высадка во Франции
11 июля 1346 флот Эдуарда покинул юг Англии и пришвартовался в Сен-Ва-ла-Уг (32 км от Шербура). Численность войск колебалась от 12 до 15 тысяч человек: там служили английские и валлийские солдаты, бретонские и германские наёмники, а также некоторые феодалы, выступившие против короля Франции Филиппа VI. Английская армия направилась на юг, совершая глубокий рейд по территории Франции с целью подавить мораль противника и разграбить как можно больше территорий. По пути на юг англичане разграбили Карентан, Сен-Ло и Тортеваль. Изначальной целью похода Эдуарда был Кан — культурный, политический, религиозный и финансовый центр Северо-Западной Нормандии. Захват города и его возможное уничтожение могли стать роковым ударом по Франции в ходе войны.
Кан был довольно старым городом и делился на две части. Он располагался на северном берегу реки Орн, а также был разделён притоком реки Одон на «старую» и «новую» части. «Старая» часть была защищена большими городскими стенами, там же располагалась мощная цитадель. Но в тех местах, где стены частично были обрушены, «старый» город был уязвим. «Новый» город был богатым округом, где проживали купцы и землевладельцы, и располагался на острове между рекой Орн и тем самым притоком, делившим город. «Новая» часть Кана была защищена не столько стенами, сколько самой рекой: к соседним берегам вели три укреплённых моста. Переплыть реку и выбраться в южную часть города было очень легко, особенно летом, но при этом сопровождалось серьёзным риском. В Кане также находились два аббатства в «старой» и «новой» частях, которые во время осады превращались в мощные крепости.

## Битва
26 июля 1346 под стенами Кана появились англичане и немедленно захватили незащищённые аббатства, прежде чем атаковать старый город. В распоряжении англичан не было осадных орудий, и Эдуард III настаивал на немедленном штурме Кана. Гарнизоном города руководил коннетабль Франции и граф д'Э Рауль II де Бриенн, который планировал изначально защищать старую часть и главный замок, но вынужден был под давлением богачей сдвинуть защиту и на новую часть города. Поспешный перевод гарнизона стал фатальным для города, поскольку все предпринятые ранее меры предосторожности не предусматривали подобного.
Изначальный план англичанам уже не был нужен, поэтому они сконцентрировались на штурме мостов с юга. Небольшой отряд был отправлен, чтобы заблокировать на севере города группу из 300 солдат, ведомую епископом Байё. Пока Эдуард III заново расставлял свои войска, английские лучники и ополченцы нарушили его приказ и раньше времени ринулись на мосты, желая разграбить город. Командовали этими солдатами номинально Томас де Бошан, граф Уорик, Уильям де Богун, граф Нортгемптон и Ричард Талбот, хотя фактически они не управляли войсками. Король Эдуард приказал войскам немедленно вернуться на позиции, но те его даже не слышали.
Сотни английских солдат бросились на мосты и ввязались в рукопашную схватку с французским гарнизоном с одной стороны, а тем временем английские лучники и валлийские кавалеристы переправились через высохшую реку: кто-то перебрался вплавь, кто-то переправился на лодках, которые французы забыли перевести в безопасное место. Защитить всё побережье французы были не в состоянии: в нескольких местах их оборона была прорвана. Англичане воспользовались этим и ворвались в город, разбив охрану мостов. Командиры французских групп обороны на лошадях поспешили к замку, где было относительно безопасно, в то время как немногие уцелевшие продолжали сражаться за мосты. Остальные солдаты были или перебиты, или попали в плен. В число пленных попал и Рауль II, которого захватил Томас Холланд, граф Кент.

## Последствия
Англичане, разгромив французский гарнизон, начали безостановочный грабёж Кана и в буквальном смысле сравняли его с землёй. Ими было захвачено огромное количество припасов и золота, а около половины гражданского населения были перебиты: те, кому посчастливилось выбраться из города, были добиты английской кавалерией. Как минимум 2 с половиной тысячи французов было похоронено за городом в братской могиле, а общие потери (военных и мирных жителей) составили не менее 5 тысяч человек. Английские потери не установлены: как минимум один крестьянский ополченец был смертельно ранен, потери среди лучников и кавалеристов были довольно высокими, но в целом общие потери оцениваются как незначительными. Грабёж продолжался пять дней: замок захватить Эдуарду III так и не удалось. Сам же он в Кане посетил могилу Вильгельма Завоевателя и отдал дань покойному монарху.
В плен к англичанам попали несколько французских аристократов, которые так и не покинули Кан во время битвы. Среди пленных был и Рауль II де Бриенн. Все пленные аристократы позднее были выкуплены, причём Рауль II пробыл в плену в Англии до 1350 года, а по возвращении во Францию был казнён королём в Париже. Позднее выяснилось, что французский король готовил в Нормандии диверсионные отряды, которые должны были высадиться на юге Англии и устроить грабёж. Этот факт английские партии использовали, чтобы разжечь в народе ненависть к французам в самом худшем её проявлении. 1 августа 1346 англичане двинулись на юг, оставив разрушенный город и направившись к Сене и Парижу. Добраться до французской столицы Эдуард не смог, но при этом ему удалось одержать победы при Бланштаке, Креси и Кале и тем самым нанести ещё более существенный урон Франции.

## В массовой культуре
- В рассказе Бернарда Корнуэлла «Арлекин» из серии «Загадка Грааля» битва описывается хоть и детально, но с большим количеством исторических неточностей и выдумок.
- В романе Кена Фоллетта «Мир без конца» описывается сцена в Кане после сражения.